# Saturn Award voor beste animatiefilm
Dit is een lijst van films die de Saturn Award hebben gewonnen in de categorie beste animatiefilm.
| Jaar | Film                |
| ---- | ------------------- |
| 2002 | Spirited Away       |
| 2003 | Finding Nemo        |
| 2004 | The Incredibles     |
| 2005 | Corpse Bride        |
| 2006 | Cars                |
| 2007 | Ratatouille         |
| 2008 | WALL-E              |
| 2009 | Monsters vs. Aliens |
| 2010 | Toy Story 3         |
| 2011 | Puss in Boots       |
| 2012 | Frankenweenie       |
| 2013 | Frozen              |
| 2014 | The Lego Movie      |
| 2015 | Inside Out          |
| 2016 | Finding Dory        |
| 2017 | Coco                |